# توم كروفورد (لاعب كرة قدم)
توم كروفورد (بالإنجليزية: Tom Crawford) هو لاعب كرة قدم بريطاني في مركز الوسط، ولد في 30 مايو 1999 في تشستر في المملكة المتحدة. لعب مع ليك تاون ‏.

## وصلات خارجية
- توم كروفورد على موقع قاعدة بيانات كرة القدم.إي يو (الإنجليزية)